# Роук
Роук (на английски: Roke) е измислен остров от поредицата „Землемория“ на писателката Урсула Ле Гуин. На него се намира школата за магьосници. Мястото е известно със своята Дъбрава, където се намират корените на магията. Пази се от могъщи заклинания и Роукския вятър, който не позволява на злото да докосне острова.
На Роук живеят девет повелители (върховни магьосници), които преподават магия и управляват острова заедно с върховния Жрец:
1. Повелителя на призоваването
2. Повелителя на промените
3. Повелителя на ръцете
4. Повелителя на градежа
5. Повелителя на билките
6. Повелителя на песните
7. Повелителя на вятъра
8. Повелителя на вратата
9. Повелителя на имената